# Колба (приток Серты)
Колба — река в Кемеровской области России, левый приток Серты. Впадает в Серту слева в 37 км от устья. Длина реки составляет 35 км. 

## Притоки
- 13 км: Клидорная (лев)

## Данные водного реестра
По данным государственного водного реестра России относится к Верхнеобскому бассейновому округу, водохозяйственный участок реки — Чулым от города Ачинск до водомерного поста села Зырянское, речной подбассейн реки — Чулым. Речной бассейн реки — (Верхняя) Обь до впадения Иртыша.
Код водного объекта — 13010400212115200018668.